# Raj Kumar Pal
Pour les articles homonymes, voir Pal.
Raj Kumar Pal est un joueur de hockey sur gazon indien évoluant au poste de milieu de terrain au CAGI et avec l'équipe nationale indienne.

## Biographie
Rajkumar est né le 1er mai 1998 dans l'état d'Uttar Pradesh.

## Carrière
Il a été appelé en 2020 en équipe première pour concourir à la Ligue professionnelle 2020-2021,.

## Palmarès
- : 3e au Champions Trophy d'Asie en 2021
- : 3e à la Coupe d'Asie en 2022